# Maks Velo
Pour les articles homonymes, voir Vélo.
 (novembre 2010).
Si vous disposez d'ouvrages ou d'articles de référence ou si vous connaissez des sites web de qualité traitant du thème abordé ici, merci de compléter l'article en donnant les références utiles à sa vérifiabilité et en les liant à la section « Notes et références ».
Maks Velo est un artiste et intellectuel albanais né à Paris en 1935 et mort le 7 mai 2020 à Tirana. 
Architecte et peintre de formation, il a acquis une réputation internationale par sa peinture. Ses œuvres ont été exposées en Europe et aux États-Unis.

## Biographie

### Activités
Maks Velo est également l'auteur de nombreux récits, poèmes et essais relatant la dictature communiste d'Enver Hoxha de 1946 à 1985 et après lui, jusqu'en 1991. Il a publié également des albums présentant ses œuvres, et des ouvrages illustrés sur l'art populaire albanais et sur le réalisme socialiste.
En 1969, il devient membre de la Ligue des écrivains et artistes d'Albanie. Jusqu'au début des années 1970, il conçoit et réalise des hôtels, écoles, maisons, cinémas et parcs publics à Tirana. Il enseigne à l'Institut supérieur des arts de Tirana.
En 1973, il est critiqué lors de la réunion plénière de la Ligue des écrivains et artistes, et lors du congrès du Parti sur les arts et la littérature. En 1975, il est accusé de modernisme lors du congrès national d'architecture.

### Emprisonnement et libération
En 1978, Maks Velo est condamné à dix ans de camp de travail (dans les mines de Spaç) pour « agitation et propagande » contre le régime, parce qu'il avait « exécuté des œuvres inspirées de Modigliani, Braque et Picasso... et contrevenant à la méthode du réalisme socialiste » (jugement du 24 mai 1979). La quasi-totalité de ses tableaux est alors détruite, ses collections d'icônes et d'objets anciens volés ou brûlés.
Libéré du camp de Spaç en 1986, il est assigné à un travail d'ouvrier dans une usine de pierres abrasives de Tirana.
En 1991, son jugement est révisé par la Haute cour de Tirana et il est réhabilité. Depuis cette date, près de quarante expositions lui ont été consacrées en Albanie, en France, en Pologne et aux États-Unis, et il a participé à des expositions en Grèce, en Italie et en Tunisie. Il a donné des conférences à la faculté des arts de Minneapolis (1994), à l'Académie des arts de Poznań et dans différentes villes de Pologne, à l'université Cornell (2003), à Saint-Pétersbourg et à l'université La Sapienza de Rome (2008).
Il a donné nombreuses conférences sur les droits de l'homme notamment en Pologne, en Slovénie, en Grèce, au Kosovo, en Macédoine du Nord et en France.
Maks Velo est un intellectuel engagé, très présent sur la scène médiatique.

## Ouvrages
Ouvrages traduits en français :
- Maks Vélo, Le Commerce des jours : nouvelles albanaises, Editions Lampsaque, 1998 (préface : Ismail Kadaré. Traduction : Christiane Montécot) ;
- Ismail Kadare et Maks Velo, La Disparition des Pachas rouges, Paris, Fayard, 2004.